# Satyrium amoenum
Satyrium amoenum là một loài thực vật có hoa trong họ Lan. Loài này được (Thouars) A.Rich. miêu tả khoa học đầu tiên năm 1828.